# East-African-Airways-Flug 720
Der East-African-Airways-Flug 720 (Flugnummer: EC720, Funkrufzeichen: EASTAF 720) war ein internationaler Linieninterkontinentalflug der East African Airways von Nairobi nach London mit Zwischenstopps in Addis Abeba und Rom. Am 18. April 1972 ereignete sich auf diesem Flug ein schwerer Flugunfall, als es bei einer Vickers Super VC10 auf dem Flughafen Addis Abeba zu einem Reifenschaden kam und sie daraufhin das Startbahnende überrollte. Bei dem Unfall kamen 43 Personen an Bord der Maschine ums Leben.

## Maschine
Bei der betroffenen Maschine handelte es sich um eine Vickers Super VC10 mit der Werknummer 881. Sie war eine von drei baugleichen Maschinen, die im März 1965 durch die East African Airways bei der British Aircraft Corporation bestellt worden waren. Am 30. September 1966 wurde die Maschine in Wisley an die East African Airways übergeben. Die Maschine erhielt das ugandische Luftfahrzeugkennzeichen 5X-UVA. Das vierstrahlige Langstreckenflugzeug hatte bis zum Unfall eine Gesamtbetriebsleistung von 18.586 Betriebsstunden absolviert.

## Passagiere und Besatzung
Den Flugabschnitt von Addis Abeba hatten 96 Passagiere angetreten. Die elfköpfige Besatzung setzte sich zusammen aus einer vierköpfigen Cockpitbesatzung und einer siebenköpfigen Kabinenbesatzung.

### Cockpitbesatzung
- Der 42-jährige Flugkapitän J.P. Vale verfügte über eine Flugerfahrung von 8.769 Flugstunden, von denen er 752 im Cockpit der Vickers VC10 absolviert hatte.
- Der 26-jährige Erste Offizier R.P.H. Botto hatte bis zum 12. Januar 1972 insgesamt 2.744 Stunden Flugerfahrung absolviert, davon 640 Stunden mit der Vickers Super VC10.
- Der 34-jährige Flugingenieur B.A.H. Twist hatte bis zum 11. Oktober 1971 insgesamt 3.577 Stunden Flugerfahrung absolviert, wovon er 1.513 Stunden im Cockpit der Vickers Super VC10 verbracht hatte. Er besaß ferner eine Berufspilotenlizenz mit Musterberechtigung für die Piper PA-28.
- Der 45-jährige Navigationsoffizier F. D. MacNabb besaß eine Berechtigung zum Flugnavigator, die für alle Flugzeugtypen gültig war. Seine fliegerische Erfahrung belief sich auf 20.653 Stunden.

### Kabinenbesatzung
Die siebenköpfige Kabinenbesatzung bestand aus dem Purser Paul Mwicigi, dem leitenden Flugbegleiter Jociphares Malole, der ältesten Flugbegleiterin Yaeri Kagezi, den Flugbegleitern Bakamazi, Mwangi und R. Ayiro sowie der Flugbegleiterin Miriam Fadhill.

## Unfallhergang
Das Flugzeug, mit dem ein Flug nach London durchgeführt werden sollte, war um 06:55 Uhr Lokalzeit mit 121 Passagieren und elf Besatzungsmitgliedern in Nairobi gestartet. Um 08:23 Uhr landete die Maschine nach einem routinemäßig verlaufenen ersten Flugabschnitt für einen planmäßigen Zwischenaufenthalt in Addis Abeba. Dort angekommen, verließen 40 Passagiere den Flug und es wurde Fracht entladen. Für den Weiterflug bestiegen 15 neue Passagiere die Maschine.
Die Rollfreigabe zur Startbahn wurde um 09:21 Uhr erteilt, sieben Minuten später rollte die Maschine über die östliche Rollbahn zum Startpunkt der Startbahn 07. Während des Rollens zur Startposition für den Weiterflug meldeten die Piloten um 09:32 Uhr mehrere tote Vögel auf der Startbahn, welche daraufhin von der Flughafenfeuerwehr entfernt wurden. Die Maschine reihte sich daraufhin am Startpunkt ein.
Die Startfreigabe wurde um 09:38:40 Uhr erteilt. Kurz darauf begannen die Piloten den Startlauf. Etwa in der Mitte der Startbahn, kurz vor Erreichen der Entscheidungsgeschwindigkeit (V1), überrollte die Maschine mit dem Bugfahrwerk ein Metallteil, woraufhin der rechte Reifen explodierte. Ein lauter Knall war zu hören und starke Vibrationen wurden in das Cockpit übertragen. Fast zeitgleich mit dem Reifenschaden hob das Bugfahrwerk von der Startbahn ab. Die Piloten entschieden sich zum Startabbruch, fuhren die Leistung der Triebwerke zurück und setzten Umkehrschub. Die Maschine rollte weiter über die Startbahn und zog dabei leicht nach rechts. Kurz darauf platzte der hintere linke Hauptfahrwerksreifen. Kurz vor dem Ende der Startbahn scherte die Maschine leicht nach links aus, bis sie ungefähr die Startbahnmittellinie erreichte. Nachdem die Maschine einen Drainagekanal überquert hatte, der sich am Ende der Landebahn im rechten Winkel zur Mittellinie befand, hob sie für einen Augenblick ab, als sie die Schwelle des Dammes verließ, auf dem sich die 60 Meter lange Stopbahn befand. Dabei streifte die linke Tragfläche die Stahlgitterkonstruktion der Anflugbefeuerung der Landebahn 25. Ein Tank in der linken Tragfläche wurde aufgerissen. Die Maschine kam etwa 60 Meter hinter der Startbahn, in etwa 10,6 Meter abfallendem Gelände zum Stehen und fing wegen des auslaufenden Treibstoffs Feuer.

## Opfer
Es wurde eine sofortige Evakuierung der Maschine angeordnet, dennoch kamen infolge des Unfalls 43 Personen – 8 der 11 Besatzungsmitglieder sowie 35 der 96 Passagiere – ums Leben. Zwei Besatzungsmitglieder und 13 Passagiere wurden verletzt.

## Ursache
Das überrollte Metallteil wurde im Laufe der Untersuchungen als verlorener Teil der Motorabdeckung einer Cessna 185 identifiziert, die vier Stunden und 40 Minuten zuvor von der gleichen Startbahn abgehoben war. Der zu einem frühen Zeitpunkt geplatzte, hintere linke Fahrwerksreifen führte zwar zu einer verminderten Bremsleistung, jedoch nicht in dem Ausmaß, dass die Maschine nicht vor dem Ende der Startbahn zum Stehen gekommen wäre.
Die Überprüfung der Wartungsunterlagen ergab, dass die Bremsanlage der Maschine zwei Wochen zuvor, am 4. April 1972, instand gesetzt worden war. Anlass war eine beobachtete Undichtigkeit im Bereich des Hauptfahrwerks, aus der Hydraulikflüssigkeit entwich. Im Zuge der Wartungsarbeiten wurden eine Hydraulikkupplung sowie das Antiblockiersystem (ABS) erneuert. Am 7. April 1972 platzte bei einer Landung der hintere linke Hauptfahrwerksreifen. Zu diesem Zeitpunkt wurde vermutet, dass die Ursache ein defektes ABS gewesen war, und so wurde es erneut ausgetauscht.
Eine Durchsicht des Bremssystems der verunfallten VC10 ergab schließlich, dass mehrere Ersatzteile fehlerhaft montiert worden waren. Im Bereich des Antiblockiersystems der zweiten hinteren Bremse war eine Dichtung angebracht, die dort nicht hingehörte. Die hintere linke Transferleitung wurde verkehrt herum montiert. Teile des Drosselventils der vierten vorderen Fahrwerksbremse waren fehlmontiert worden. Die ersten beiden Montagefehler hatten nur dann einen teilweisen Verlust der Bremskraft zur Folge, wenn bis zur Aktivierung des Antiblockiersystems gebremst wurde. Die Bremskraft lag dann bei 70 Prozent des üblichen Wertes. Weshalb die zweite hintere Fahrwerksbremse nicht ordnungsgemäß verzögerte, ließ sich aufgrund der erheblichen Brandschäden in diesem Bereich nicht mehr ermitteln.